# Oblast
Oblast je vrsta administrativne jedinice u Bjelorusiji, Bugarskoj, Kazahstanu, Kirgistanu, Rusiji te Ukrajini. Oblasti su također bile korištene u Sovjetskom Savezu i Kraljevini Jugoslaviji. 
Službeni nazivi teritorijalnih jedinica u većini Postsovjetskih država su drugačiji, no uglavnom su nekako povezani s ruskim nazivom область (oblast), npr. бобласць (Voblasc) za Oblasti Bjelorusije te облыс (obljis) za Oblasti Kazahstana.

## Bugarska
Bugarska je od 1999. godine podijeljena na 28 oblasti. Prije toga Bugarska je bila podijeljena na 9 oblasti.

## Jugoslavija

### Kraljevina Jugoslavija
1922. godine Kraljevina Jugoslavija je podijeljena na 33 oblasti. 1929. godine 33 oblasti zamijenilo je 9 banovina.

### Srpske autonomne oblasti
Tijekom Domovinskoga rata i Rata u Bosni i Hercegovini Srbi u Hrvatskoj i Bosni i Hercegovini su stvorili nekoliko Srpskih autonomnih oblasti. Te autonomne oblasti su kasnije postale dijelom Republike Srpske Krajine i Republike Srpske.

## Rusko Carstvo
U Ruskom Carstvu oblasti su činile kraieve te gubernije. Većina oblasti u Ruskom Carstvu su se nalazi na periferiji Carstva, npr. Karska oblast, ili na područjima koji su nastanjivali Kozaci.

## Sovjetski Savez
U Sovjetskom Savezu oblasti su činile Sovjetske Socijalističke Republike. Oblasti su činili rajoni te njihovi gradovi. Neke od tih oblasti postale su autonomni okruzi.

## Postsovjetske države
Oblasti se u postsovjetskim državama službeno zovu:
| Država       | Ime                                                     | Članak                               |
| ------------ | ------------------------------------------------------- | ------------------------------------ |
| Armenija     | marz                                                    | Marz                                 |
| Bjelorusija  | bjeloruski: бобласць (voblasc), ruski: область (oblast) | Oblasti Bjelorusije                  |
| Gruzija      | mhare                                                   | Mhare                                |
| Kazahstan    | облыс (obljis), ruski: Область (oblast)                 | Oblasti Kazahstana                   |
| Kirgistan    | kirgiski: облус (oblus), ruski: Область (oblast)        | Oblasti u Kirgistanu                 |
| Rusija       | область (oblast)                                        | Ruske oblasti                        |
| Tadžikistan  | билоят (vilojat)                                        | Administrativna podjela Tadžikistana |
| Turkmenistan | welaýat                                                 | Vilajeti u Turkmenistanu             |
| Ukrajina     | область (oblast)                                        | Oblasti u Ukrajini                   |
| Uzbekistan   | viloyat                                                 | Vilajeti u Uzbekistanu               |

Turkmenistanski welaýat i Uzbekistanski viloyat dolaze od turske riječi vilayet, koja dolazi od arapske riječi ولاية (wilāya).